# Mills E. Godwin
Mills Edwin Godwin Jr. (* 19. November 1914 in Chuckatuck, Virginia; † 30. Januar 1999) war ein US-amerikanischer Politiker und zwischen 1966 und 1978 zweimal Gouverneur des Bundesstaates Virginia.

## Frühe Jahre
Mills Godwin besuchte das College of William & Mary in Williamsburg. Nach einem Jurastudium an der University of Virginia erhielt er im Jahr 1939 seine Zulassung als Rechtsanwalt. In den Jahren 1942 bis 1946 arbeitete er als Special Agent für das FBI. Danach wurde er in Suffolk als Rechtsanwalt tätig.

## Politischer Aufstieg
Godwin wurde Mitglied der Demokratischen Partei. Von 1948 bis 1952 war er Abgeordneter im Repräsentantenhaus von Virginia; zwischen 1952 und 1960 gehörte er dem Staatssenat an. In dieser Zeit war er ein Anhänger der Rassentrennung und Parteigänger von US-Senator Harry F. Byrd, der in der Frage der Rassentrennung besonders reaktionär eingestellt war. Godwin war dementsprechend auch ein Gegner der Zusammenlegung von Schulen für Kinder aus allen ethnischen Gruppen. Von 1962 bis 1966 war er als Vizegouverneur Stellvertreter von Gouverneur Albertis S. Harrison. Im Jahr 1965 kandidierte er selbst für den Posten des Gouverneurs. Mit Blick auf die Wählerstimmen der Afroamerikaner änderte er allmählich seine konservative Einstellung. Bereits 1964 hatte er den Präsidentschaftswahlkampf von Lyndon B. Johnson unterstützt, der sich für ein neues Bürgerrechtsgesetz starkmachte.

## Gouverneur von Virginia
Nachdem er zum neuen Gouverneur seines Staates gewählt worden war, konnte er seine erste vierjährige Amtszeit am 16. Januar 1966 antreten. In dieser Zeit und vor allem nach dem Ende seiner Amtszeit löste sich Godwin von seiner Partei, deren Kurs ihm zunehmend als zu liberal erschien. Er leitete den Wahlkampf von Harry F. Byrd Jr. für den US-Senat. Der Sohn des konservativen Harry Byrd Sr. hatte sich ebenfalls von der Demokratischen Partei distanziert und kandidierte als Unabhängiger. Bei den Präsidentschaftswahlen des Jahres 1972 war Godwin Anführer einer Reihe von Politikern der Demokraten, die sich unter dem Motto „Demokraten für Nixon“ für die Wahl des Republikaners Richard Nixon gegen den demokratischen Bewerber George McGovern aussprachen.
In der Zeit nach dem Ende seiner ersten Amtszeit als Gouverneur wurde Godwin einer der Direktoren der Standard Brands Inc, der Western Railway Company und einiger anderer Gesellschaften. Außerdem war er im Vorstand der Virginia National Bank. Politisch verließ Godwin die Demokratische Partei und wurde Mitglied der Republikaner. Als deren Kandidat wurde er 1973 erneut Gouverneur seines Staates. Damit war er der erste Gouverneur von Virginia, der zweimal in dieses Amt gewählt wurde. Seine zweite Amtszeit begann am 12. Januar 1974 und endete vier Jahre später am 14. Januar 1978. In dieser Zeit wurde zur Finanzierung eines neu eingeführten Schulsystems eine Mehrwertsteuer eingeführt. Gouverneur Godwin führte damals auch die Todesstrafe wieder in Virginia ein und war Mitglied zahlreicher Gouverneursvereinigungen.

## Weiterer Lebenslauf
Nach dem Ende seiner Gouverneurszeit spielte Mills Godwin hinter den Kulissen eine wichtige Rolle in der Republikanischen Partei von Virginia. Er starb im Januar 1999. Gouverneur Godwin war mit Katherine Thomas Beale verheiratet, die bereits 1968 verstarb. Das Paar hatte eine Tochter adoptiert.